# Chrysopilus lateralis
Chrysopilus lateralis är en tvåvingeart som beskrevs av H. Oldroyd 1939. Chrysopilus lateralis ingår i släktet Chrysopilus och familjen snäppflugor.
Artens utbredningsområde är Uganda. Inga underarter finns listade i Catalogue of Life.